# Lasippa thamala
Lasippa thamala är en fjärilsart som beskrevs av Moore 1886. Lasippa thamala ingår i släktet Lasippa och familjen praktfjärilar. Inga underarter finns listade i Catalogue of Life.